# 왕쉐치
왕쉐치(王學圻, 1946년 3월 19일 ~ )는 중국의 배우이다.

## 출연 작품
- 2009 《8인: 최후의 결사단》 - 대부호 역
- 2013 《천태》
- 2015 《도사하산》
- 2017 《게임의 규칙》
- 2017 《홀드 유어 핸즈》 - 대부호 역